# Cataclasite

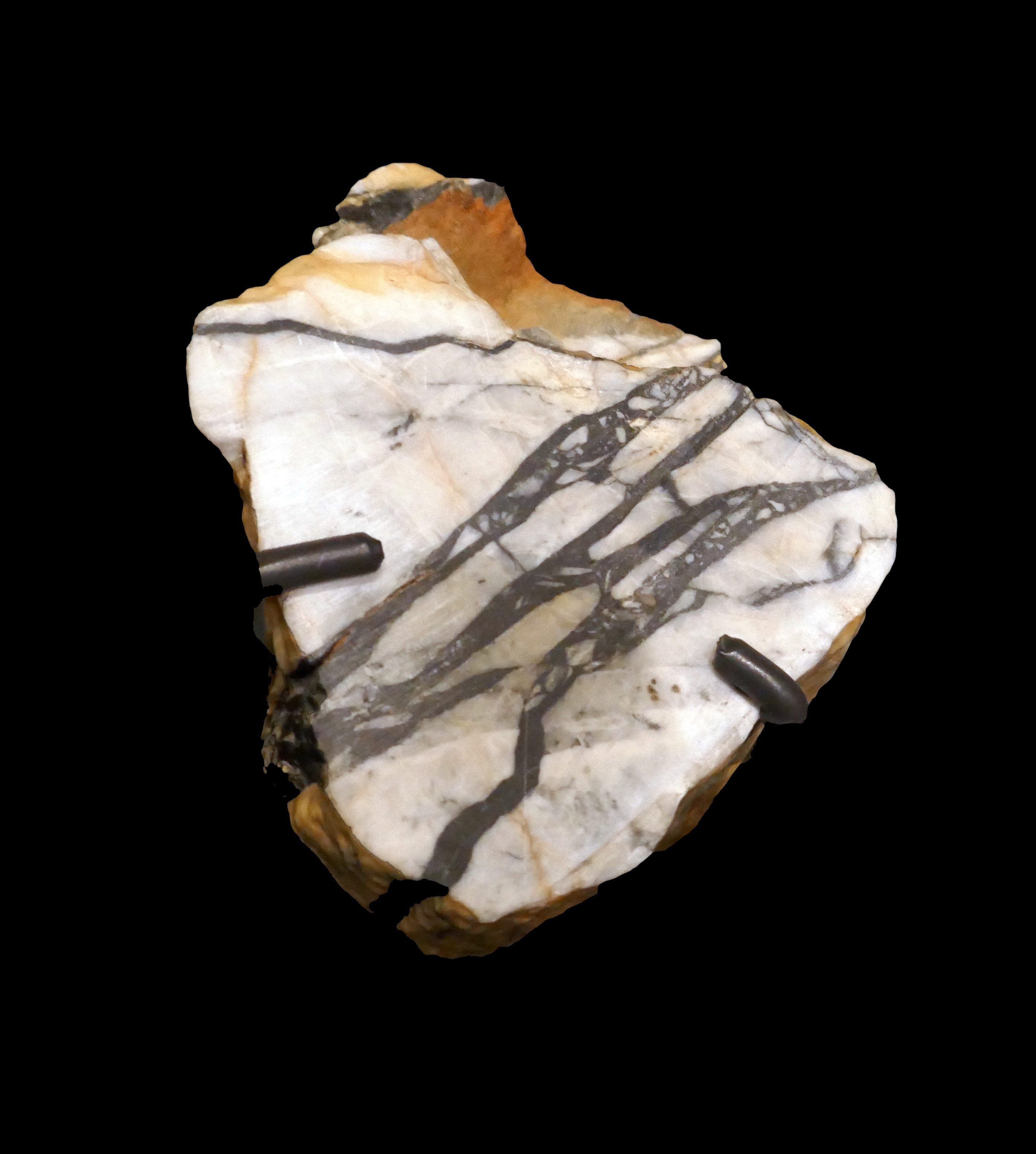
Spécimen d'ultracataclasite trouvé dans le cratère de Roter Kamm en Namibie.

Une cataclasite (du grec kataclasis« action de briser »), cataclastite,  ou roche cataclastique est une roche cohésive créée par une importante contrainte lors du mouvement le long d'une faille. Les éléments de la roche antérieure sont fracturés et recimentés par des circulations de fluides minéralisés.